# Aradus borealis
Aradus borealis är en insektsart som beskrevs av Heidemann 1909. Aradus borealis ingår i släktet Aradus och familjen barkskinnbaggar. Inga underarter finns listade i Catalogue of Life.